# ジョン・アベルソン
ジョン・アベルソン（John Abelson, 1939年 - ）は、生化学、生物物理学、遺伝学を専門とするアメリカ合衆国の分子生物学者。カリフォルニア工科大学で教授を務めた。
1960年、ワシントン州立大学で物理学の学士号を取得し、1965年にジョンズ・ホプキンス大学で生物物理学の博士号を取得した。その後、イギリスのケンブリッジにある分子生物学研究所でポスドク研究員を務めた。1968年、カリフォルニア大学サンディエゴ校で教職を得る。
1982年、アベルソンはカリフォルニア工科大学に移動する。1991年、生物学部の学部長およびジョージ・ビードル生物学教授に就任。2002年に退職し、現在はサンフランシスコで妻のクリスティーン・ガスリーと働いている。ガスリーもまた生化学者、遺伝学者で、カリフォルニア大学サンフランシスコ校でRNAを研究している。
アベルソンはRNAスプライシングの解明に重要な貢献を残した。1985年、全米科学アカデミーの会員に選ばれた。

## 備考
叔父のフィリップ・アベルソンは物理学者で、サイエンス誌の往年の編集者だった。叔母のネヴァ・マーティン・アベルソンはRh因子血液検査の共同考案者だった。